# قائمة رؤساء الاستخبارات العسكرية (مصر)

## القائمة
ملحوظة: عدد المديرين بالقائمة وترتيبهم ليس على وجه الدقة، نظراً لغياب المعلومات عن الفترات الدقيقة لبعض المديرين، أو حالة وجود مديرين آخرين من عدمه.

### العصر الملكي
- لواء أركان حرب / محمد فؤاد حافظ.[1]:349
- الميرالاي / كليتن بك.[2]
- الميرالاي / ستاك بك (28 فبراير 1908 - أكتوبر 1913).[2]
- الميرالاي / أوين بك (15 نوفمبر 1905 - 27 فبراير 1908).[2]
- اللورد / ادوارد سسل باشا (15 أكتوبر 1903 - 14 نوفمبر 1905).[2]
- الكونت / كليخن (17 فبراير 1901 - 14 أكتوبر 1903).[2]
- اللواء / الشريف تلبوت.[2]
- الميرالاي / رجينولد ونجت بك (1 يناير 1894 - ).[2]:304

### العصر الجمهوري

#### إدارة المخابرات الحربية والاستطلاع
| الرقم | الرتبة / اللقب                                     | الاسم                     | الفترة                   | القائد العام | ملاحظات |
| ----- | -------------------------------------------------- | ------------------------- | ------------------------ | --- | --- |
| 1     |                                                    | زكريا محيي الدين          | (1952 - 1953)            | محمد نجيب (24 يوليو 1952 – 18 يونيو 1953)                                                                                                  | شغل بعد خروجه من الخدمة منصب رئيس المخابرات العامة.                                                                                       |
| 2     |                                                    | مختار صالح                |                          | عبد الحكيم عامر (18 يونيو 1953 – 11 يونيو 1967)                                                                                            | :184 |
| 3     |                                                    | صلاح الدين الحديدي        |                          | عبد الحكيم عامر (18 يونيو 1953 – 11 يونيو 1967)                                                                                            | [ 7 ] [ 8 ] |
| 4     |                                                    | محمد صادق                 | (1966 - 1969)            | عبد الحكيم عامر (18 يونيو 1953 – 11 يونيو 1967)                                                                                            | رقي إلى رتبة فريق وشغل منصب رئيس أركان حرب القوات المسلحة، ثم رقي إلى رتبة فريق أول وشغل منصب وزير الحربية.                               |
| 4     | محمد فوزي (11 يونيو 1967 – 14 مايو 1971)           | محمد صادق                 | (1966 - 1969)            | | رقي إلى رتبة فريق وشغل منصب رئيس أركان حرب القوات المسلحة، ثم رقي إلى رتبة فريق أول وشغل منصب وزير الحربية.                               |
| 5     |                                                    | محرز مصطفى                | (1969 - 1972)            | :550 | |
| 5     | محمد صادق (14 مايو 1971 – 26 أكتوبر 1972)          | محرز مصطفى                | (1969 - 1972)            | :550 | |
| 5     | أحمد إسماعيل علي (26 أكتوبر 1972 – 25 ديسمبر 1974) | محرز مصطفى                | (1969 - 1972)            | :550 | |
| 6     |                                                    | محمد عبد الغني الجمسي     | (1972 - 1972)            | رقي إلى رتبة فريق وشغل منصب رئيس أركان حرب القوات المسلحة، ثم رقي إلى فريق أول وشغل منصب وزير الحربية، ومنح رتبة مشير بعد خروجه من الخدمة. | |
| 7     |                                                    | إبراهيم فؤاد نصار         | (1972 - 1975)            | شغل بعد خروجه من الخدمة منصب محافظ البحر الأحمر، ثم محافظ شمال سيناء، فمحافظ مطروح، ثم عين رئيساً للمخابرات العامة.                         | |
| 7     | محمد عبد الغني الجمسي                              | إبراهيم فؤاد نصار         | (1972 - 1975)            | شغل بعد خروجه من الخدمة منصب محافظ البحر الأحمر، ثم محافظ شمال سيناء، فمحافظ مطروح، ثم عين رئيساً للمخابرات العامة.                         | |
| 8     |                                                    | لبيب شراب                 |                          | [ 16 ] [ 17 ] | |
| 9     |                                                    | عماد ثابت                 |                          | [ 18 ] | |
| 10    |                                                    | محمود عبد الله            |                          | شغل بعد خروجه من الخدمة منصب رئيس هيئة الرقابة الإدارية.                                                                                   | |
| 11    |                                                    | محمد عبد الحليم أبو غزالة | (1979 - 1980)            | كمال الدين حسن علي | رقي إلى رتبة فريق وشغل منصب رئيس أركان حرب القوات المسلحة، ثم رقي إلى فريق أول وشغل منصب وزير الدفاع، ثم رقي إلى رتبة مشير وهو في الخدمة. |
| 12    |                                                    | أمين نمر                  |                          | | شغل بعد خروجه من الخدمة منصب رئيس المخابرات العامة.                                                                                       |
| 13    |                                                    | أحمد عبد الرحمن           |                          | | شغل بعد خروجه من الخدمة منصب رئيس هيئة الرقابة الإدارية.                                                                                  |
| 14    |                                                    | عمر سليمان                | (يوليو 1989 - مارس 1991) | يوسف صبري أبو طالب | شغل بعد خروجه من الخدمة منصب رئيس هيئة الأمن القومي ثم منصب رئيس المخابرات العامة ثم عين نائباً لرئيس الجمهورية.                           |
| 15    |                                                    | محمد دسوقي الغاياتي       | (مارس 1991 - يناير 1996) | يوسف صبري أبو طالب | شغل بعد خروجه من الخدمة منصب محافظ شمال سيناء.                                                                                            |
| 15    | محمد حسين طنطاوي                                   | محمد دسوقي الغاياتي       | (مارس 1991 - يناير 1996) | | شغل بعد خروجه من الخدمة منصب محافظ شمال سيناء.                                                                                            |
| 16    |                                                    | كمال عامر                 | ( - 1997)                | شغل بعد خروجه من الخدمة منصب محافظ مطروح ومحافظ أسوان.                                                                                     | |
| 17    |                                                    | عمرو خضير                 |                          | [ 27 ] [ 28 ] | |
| 18    |                                                    | محمد فريد التهامي         | ( - 2004)                | شغل بعد خروجه من الخدمة منصب رئيس هيئة الرقابة الإدارية، ثم عين رئيساً للمخابرات العامة.                                                    | |
| 19    |                                                    | مراد موافي                | (2004 - 2010)            | شغل بعد خروجه من الخدمة منصب محافظ شمال سيناء ثم عين رئيساً للمخابرات العامة.                                                               | |
| 20    |                                                    | عبد الفتاح السيسي         | (2010 - 2012)            | رقي إلى رتبة فريق أول وشغل منصب وزير الدفاع، ثم رقي إلى رتبة مشير وهو في الخدمة، وشغل بعد خروجه من الخدمة منصب رئيس الجمهورية.             | |
| 21    |                                                    | محمود إبراهيم حجازي       | (2012 - 2014)            | عبد الفتاح السيسي | رقي إلى رتبة فريق وشغل منصب رئيس أركان حرب القوات المسلحة.                                                                                |
| 21    | صدقي صبحي                                          | محمود إبراهيم حجازي       | (2012 - 2014)            | | رقي إلى رتبة فريق وشغل منصب رئيس أركان حرب القوات المسلحة.                                                                                |
| 22    |                                                    | صلاح البدري               | (2014 - 2015)            | [ 33 ] [ 34 ] | |
| 23    |                                                    | محمد الشحات               | (2015 - 2018)            | [ 35 ] [ 36 ] | |
| 24    |                                                    | خالد مجاور                | (2018 - )                | محمد زكي | [ 37 ] |

#### هيئة الاستخبارات العسكرية
| الرقم | الرتبة / اللقب | الاسم                           | الفترة         | القائد العام | ملاحظات |
| ----- | -------------- | ------------------------------- | -------------- | ------------ | ------- |
| 1     | لواء أركان حرب | خالد مجاور                      |                | محمد زكي     | [ 38 ]  |
| 2     | لواء أركان حرب | محرز عبد الوهاب (قائم بالأعمال) |                | محمد زكي     | [ 39 ]  |
| 3     | لواء أركان حرب | شريف فكري                       |                | محمد زكي     | [ 40 ]  |
| 3     | لواء أركان حرب | شريف فكري                       | عبد المجيد صقر |              |         |

## تعليقات
- عدد المديرين/الرؤساء الذين شغلوا لاحقاً منصب رئيس الجمهورية: 1 (عبد الفتاح السيسي)
- عدد المديرين/الرؤساء الذين شغلوا لاحقاً منصب نائب رئيس الجمهورية: 1 (عمر سليمان)
- عدد المديرين/الرؤساء الذين شغلوا لاحقاً منصب وزير الحربية/الدفاع: 4 (محمد صادق، محمد عبد الغني الجمسي، محمد عبد الحليم أبو غزالة، عبد الفتاح السيسي)
- عدد المديرين/الرؤساء الذين شغلوا لاحقاً منصب رئيس أركان حرب القوات المسلحة: 4 (محمد صادق، محمد عبد الغني الجمسي، محمد عبد الحليم أبو غزالة، محمود إبراهيم حجازي)
- عدد المديرين/الرؤساء الذين شغلوا لاحقاً منصب رئيس المخابرات العامة: 6 (زكريا محيي الدين، إبراهيم فؤاد نصار، أمين نمر، عمر سليمان، محمد فريد التهامي، مراد موافي)
- عدد المديرين/الرؤساء الذين شغلوا لاحقاً منصب رئيس هيئة الرقابة الإدارية: 3 (محمود عبد الله، أحمد عبد الرحمن، محمد فريد التهامي)
- عدد المديرين/الرؤساء الذين شغلوا لاحقاً منصب محافظ: 5 (إبراهيم فؤاد نصار "البحر الأحمر، سيناء، مطروح"، كامل عامر "مطروح، أسوان"، محمد دسوقي الغاياتي "شمال سيناء"، مراد موافي "شمال سيناء"، خالد مجاور "شمال سيناء")